# تذكير بالعلاج الهرموني
التذكير بالعلاج الهرموني، المعروف أيضًا باسم العلاج بالهرمونات المحوّلة للذكورة أو العلاج الهرموني من أنثى إلى ذكر، شكل من أشكال العلاج الهرموني وعلاج تأكيد الجندرية الذي يستخدم لتغيير الخصائص الجنسية الثانوية للأفراد العابرين جندريًا من أنثى أو زنمردة إلى ذكر. يعد نوعًا شائعًا من العلاج الهرموني للعبور الجندري (الآخر هو التأنيث بالعلاج الهرموني)، ويستخدم غالبًا لعلاج الرجال العابرين جندريًا وغيرهم من الأفراد ذوي الصفات الذكورية واللذين تم تحديد جنسهم على أنهم إناث عند الولادة. يتلقى بعض الأفراد ثنائيي الجنس أيضًا هذا النوع من العلاج، إما بدءًا من مرحلة الطفولة لتأكيد الجنس المحدد أو لاحقًا إذا تبين أن ذلك التحديد خاطئ.
يهدف هذا النوع من العلاج إلى تطور الخصائص الجنسية الثانوية للجنس المرغوب، مثل تعميق الصوت وبروز النمط الذكوري لتوزع الشعر والدهون والعضلات. لا يمكن التراجع عن العديد من التغييرات التي تنتج عن البلوغ الذي يحدث بشكل طبيعي، والتي قد تتطلب إجراء عملية جراحية وعلاجات أخرى لعكسها. تشمل الأدوية المستخدمة في العلاج المحول من أنثى إلى ذكر بشكل رئيسي الأندروجينات (أي التستوستيرون) ومضاهئات الهرمون المطلق لموجهة الغدد التناسلية.
رغم أن العلاج لا يمكنه عكس آثار البلوغ الأولي للشخص، قد يؤدي تطور الخصائص الجنسية الثانوية المرتبطة بجنس مختلف إلى تخفيف بعض أو كامل الضيق والانزعاج المرتبطين باضطراب الهوية الجندرية، وقد يساعد الفرد على «يبدو» أو أن يُنظر إليه بحسب هويته الجندرية. يؤثر إدخال هرمونات خارجية (غير منتجة داخليًا) إلى الجسم عليه على جميع المستويات، ويبلغ العديد من المرضى عن تغيرات في مستويات الطاقة والمزاج والشهية وما إلى ذلك. الهدف من العلاج، ومن جميع العلاجات الجسدية، هو تزويد المريض بجسم مرضٍ أكثر انسجامًا مع هويته الجندرية.
أُثبت أن التذكير بالعلاج الهرموني قد يحد من الضيق والانزعاج المرتبطين باضطراب الهوية الجندرية.

## الاستخدامات الطبية
- العلاج البديل بالتستوستيرون:

يستخدم لعلاج قصور الغدد التناسلية أو انخفاض مستويات هرمون التستوستيرون لدى الأفراد المحددين إناثًا عند الولادة، ما يعزز تطور الخصائص الجنسية الذكورية الثانوية.
- تأكيد الجندرية عند الرجال العابرين جندريًا:

يُطبق جزءًا من العبور الجندري لمواءمة المظهر الجسدي مع الهوية الجندرية المؤكدة، ما يؤدي إلى تغيرات مثل نمو شعر الوجه وتعميق الصوت.
- قمع البلوغ لدى اليافعين المتنوعي الجندرية:

في بعض الحالات، تُستخدم التدخلات الهرمونية لتأخير البلوغ، ما يوفر للأفراد مزيدًا من الوقت لاستكشاف هويتهم الجندرية قبل الخضوع لتغييرات جسدية دائمة.
- علاج متلازمة المبيض المتعدد الكيسات:

يمكن وصف هرمون التستوستيرون للتحكم في أعراض المبيض المتعدد الكيسات لدى الأفراد المحددين إناثًا عند الولادة، ومعالجة مشكلات مثل الحيض غير المنتظم والشعرانية.
تخضع هذه الاستخدامات الطبية للعلاج الهرموني الذكوري لاعتبارات صحية فردية ويتم إدارتها عادةً تحت إشراف متخصصي الرعاية الصحية.

## موانع الاستطباب
توجد عدة موانع لاستطباب الأندروجين. الموانع الطبية المطلقة هي الحمل.
موانع الاستعمال الطبية النسبية هي:
- الصرع الحساس للأندروجين
- الصداع النصفي
- انقطاع النفس النومي
- كثرة كريات الدم الحمر
- قصور القلب أو القصور الكلوي أو ارتفاع ضغط الدم الشديد، ما يسبب احتباس الصوديوم وزيادة حجم السوائل
- أمراض الكبد الكبرى
- مرض القلب التاجي أو عوامل الخطر لهذه الحالة
- تاريخ لسرطان الرحم
- الاضطرابات النزفية (لحقن التستوستيرون)
- تاريخ طويل من التعنيف
- تاريخ للإصابة بسرطان الثدي (للتستوستيرون تأثيرات مضادة للتكاثر في معظم أنواع سرطان الثدي وليس كلها)
- حب الشباب (خفيف إلى شديد)

## الأمان
تشير دراستان أجريتا عام 2019 إلى احتمالية ارتفاع مخاطر الإصابة بأمراض القلب والأوعية الدموية. وجدت إحدى الدراسات أن الرجال العابرين جندريًا الذين يتناولون هرمون التستوستيرون لديهم خطر متزايد للإصابة بأمراض القلب والأوعية الدموية مقارنةً بالنساء المتوافقين جنسيًا، بنسبة 11 مقابل 3 أحداث قلبية وعائية لكل 100,000 شخص في السنة، رغم أن الخطر كان أقل منه لدى الرجال المتوافقين جنسيًا. لم يتمكن الباحثون من التحكم في حالات التدخين أو الضغوطات واعتبارها ضمن هذه الدراسة. وجدت دراسة أخرى ارتفاع خطر الإصابة بالنوبات القلبية بين الرجال الذين حددوا أنفسهم عابرين جندريًا -والذي استمر حتى بعد التعديل حسب العمر ووجود حالات مثل السكري وأمراض الكلى المزمنة والتدخين وارتفاع ضغط الدم وفرط كولسترول الدم وممارسة الرياضة، رغم أن الدراسة لم تتضمن بيانات حول ما إذا كان المشاركون في الدراسة يخضعون للعلاج الهرموني ولم تأخذ الضغوطات في الاعتبار. وجدت الدراسة أن الرجال العابرين جندريًا لديهم احتمالات للإصابة باحتشاء عضلة القلب أكثر بـ4 أضعاف وضعفين من النساء والرجال متوافقي الجنس، على التوالي. رغم أن الأمر ليس كذلك دائمًا، غالبًا ما يُستخدم هرمون التستوستيرون للتحويل الذكوري على المدى الطويل. نظرًا لعدم كفاية الأبحاث الشاملة، لا يوجد إجماع كامل النطاق حول مخاطر تناول هرمون التستوستيرون لفترة طويلة.

## التداخلات
يُستقلب التستوستيرون بواسطة نظام السيتوكروم بي450 (نظائر السيتوكروم بي3إيه خصوصًا) في الكبد. هناك بعض الأدوية التي تزيد أو تحد من نشاط إنزيمات السيتوكروم بي450 وقد تسبب زيادة أو نقصان مستويات هرمون التستوستيرون:
- المحفزات الإنزيمية -قد تسبب خفض مستويات هرمون التستوستيرون (وغيره من الستيرويدات الجنسية): الفينوباربيتال والفينيتوين (أدوية النوبات) والريفامبين (مضاد حيوي) والكحول.
- المثبطات الإنزيمية –قد تسبب زيادة في مستويات هرمون التستوستيرون: نيفازودون، وفلوكستين وباروكسيتين (مضادات الاكتئاب)، وإيتراكونازول وفلوكونازول ومضادات الفطور الآزولية الأخرى، وسيميتيدين (عامل مضاد للقرحة قد يسبب التثدي عند الرجال بسبب هذا التأثير)، وكلاريثروميسين والمضادات الحيوية الأخرى من عائلة الماكروليدات، ومثبطات البروتياز (علاج فيروس العوز المناعي البشري).

قد يغير التستوستيرون أيضًا من تأثيرات الأدوية الأخرى:
- يزيد من الأثر المميع للدم للوارفارين.
- يقلل من فعالية البروبرانولول، وهو حاصر بيتا غير انتقائي يستخدم في تدبير أمراض القلب والأوعية الدموية.
- يزيد من تأثير بعض الأدوية الفموية لمرض السكري وقد يسبب انخفاضًا خطيرًا في مستويات السكر في الدم.

بسبب هذه التداخلات، يُنصح الرجال العابرون جندريًا بإعلام مقدمي الرعاية الصحية لديهم بعلاجهم الهرموني عندما يكون ذلك مرتبطًا بعلاجهم لمشاكل طبية أخرى.

## الأدوية
تشمل الأدوية المستخدمة في العلاج الهرموني للرجال العابرين جندريًا الأندروجينات والستيرويدات الابتنائية مثل هرمون التستوستيرون (عن طريق الحقن وطرق أخرى) لإنتاج الصفات الذكورية وتثبيط مستويات هرموني الإستروجين والبروجستيرون ومنع/عكس التأنيث، وناهضات ومضادات الهرمون المطلق لموجهة الغدد التناسلية لتثبيط مستويات هرموني الإستروجين والبروجستيرون، البروجستينات مثل أسيتات ميدروكسي بروجستيرون لقمع الحيض، ومثبطات مختزلة الألفا-5 لمنع/عكس تساقط شعر فروة الرأس.